# 无锡地铁3号线
无锡地铁3号线，是貫穿無錫西北和东南向的一條城市快速軌道交通線路，是無錫市的第三條地下鐵路。该线为《無錫市城市快速軌道交通近期建設規劃》中的骨架幹綫路。2016年3月，无锡地铁3号线正式开工，於2020年10月28日建成通车。

## 简介
无锡地铁3号线由两期组成，其一期工程起於惠山區苏庙，終至硕放机场，原规划全長29.9 km，设站21座，全部为地下车站。其线路走向依據规划，将由位于钱藕路的苏庙站起，经钱桥、凤翔高架、青石路至无锡火车站，而后向南折向江海路、长江路，进入无锡新区，最終以苏南硕放国际机场为终点。该线路一度计划于2018年通车运营。
该工程早在2014年即已获得资金贷款，并完成了工可审查，但在2014年年末，当时的主政者以“考虑到客流量和相关效益”及“待苏南硕放国际机场对接苏州地铁的规划稳定”等理由，将无锡地铁3号线一期工程拆分为A、B段实施，先行建设苏庙站至旺庄路站的A段工程，此举一度“备受市民关注”。2015年4月，经无锡市委专题会议决定，地铁3号线一期工程将于2016年上半年正式开工，并不再分所谓A、B段，线路全长为28.5 km。

### 未来规划
- 依据规划，无锡地铁3号线二期工程将在苏庙站西北方向延伸8站，直至城铁惠山站。[8]
- 依据规划，无锡地铁3号线将会在一期终点站硕放机场站预留与苏州轨道交通换乘的接口，届时苏锡之间有望形成城市轨道交通网。[9]苏锡轨道快线通車後，乘客可於硕放机场站換乘苏州轨道交通线路前往苏州市。

### 大事记
- 2004年5月，无锡市规划局委托日本中央复建工程咨询株式会社编制完成了《无锡市轨道交通线网规划设计》[10]。
- 2013年9月3日，《无锡市城市轨道交通近期建设规划（2013-2018年）》获国家发改委批准，同意无锡市建设3号线一期工程、4号线一期工程，研究建设1号线南延线工程[11]。
- 2014年5月27日，无锡地铁3号线一期银团于北京签约，贷款总额近150亿元[12]。
- 2014年12月，3号线一期工程拟拆分为A、B段，先行建设苏庙至旺庄段的A段工程（17.7 km），并通过路线优化，将线路总里程压缩至28.8 km[4][12]。
- 2015年4月，经无锡市委专题会议决定，地铁3号线一期工程将于2016年上半年开工，并不再分A、B段，线路全长则定为28.5 km [5][6][7]。
- 2016年3月30日，无锡地铁3号线一期工程正式开工[13]。
- 2018年10月31日，无锡地铁3号线一期工程洞通[14]。
- 2019年8月5日，无锡地铁3号线一期工程轨通[15]。
- 2019年9月20日，无锡地铁3号线首列列车到达查桥车辆段。2020年3月20日无锡地铁3号线一期工程进入全线动车调试阶段。2020年5月25日，控制中心地铁3号线指挥调度大屏系统首次点亮，是江苏省内首个地铁激光DLP大屏系统。5月26日，顺利取得独立第三方安全评估机构颁发的空载试运行安全证书。6月3日，无锡地铁3号线一期工程开始空载试运行[16]。
- 2020年9月12日，无锡地铁集团联合新吴区网信办共同举办地铁3号线“E”起探活动，近百位市民走进地铁3号线，首次乘坐3号线列车[17]。
- 2020年9月26日，无锡发布工作室“你所不知道的无锡”系列活动之无锡地铁3号线一期“E”起探活动举行[18]。
- 2020年10月22日至24日，无锡地铁3号线举行万人试乘活动[19][20]。
- 2020年10月28日上午8时，无锡地铁3号线举行通车仪式，对外开通运营[21]。
- 2022年7月6日，因疫情影响，南段沿线多个车站被划入中高风险地区，地铁3号线临时缩短运营区间为苏庙站至靖海站，靖海站至硕放机场站区间暂停运营。
- 2022年7月9日，因疫情影响，石门路站暂停运营，盛岸站暂时对外封闭，但正常提供换乘功能。
- 2022年7月18日，因疫情好转，上述封闭车站所在地区全部降为低风险地区，地铁3号线全部封闭车站自当日起恢复运营。

## 系统参数

### 总体设计
无锡地铁3号线全线设钱桥停车场和新梅路车辆段各一座，与1、2号线共用线网控制中心。地铁3号线车辆采用标准B1型车、DC1500V第三轨受电，最高运行速度80 km/h。初、近、远期均为6辆编组，初期配属车辆28/168（列/辆）。

### 月台设计
无锡地铁3号线（一期）共设车站21座，均为地下车站，全线最大站间距3.341公里，最小站间距0.936公里，平均站间距约1.4公里。
换乘站方面，3号线将有五座换乘站点，其中无锡火车站、靖海站、盛岸站三处站点已建成，分别与1号线、2号线、4号线换乘。此外，无锡新区站将可与在建的4号线二期换乘、太湖花园站预留换乘。

## 车站列表
| 期段  | 车站编号 | 站名       | 换乘路线                   | 车站形式     | 所在地   | 所在地         | 启用时间       |
| 3号线 | 3号线    | 3号线      | 3号线                      | 3号线        | 3号线    | 3号线          | 3号线          |
| ----- | -------- | ---------- | -------------------------- | ------------ | -------- | -------------- | -------------- |
| 一期  | L3 01    | 苏庙       | 不適用                     | 地下岛式站台 | 无 锡 市 | 惠山区         | 2020年10月28日 |
| 一期  | L3 02    | 钱桥       | 不適用                     | 地下岛式站台 | 无 锡 市 | 惠山区         | 2020年10月28日 |
| 一期  | L3 03    | 龙山稍     | 不適用                     | 地下岛式站台 | 无 锡 市 | 惠山区         | 2020年10月28日 |
| 一期  | L3 04    | 石门路     | 不適用                     | 地下岛式站台 | 无 锡 市 | 梁溪区         | 2020年10月28日 |
| 一期  | L3 05    | 盛岸       | █ 4号线                    | 地下岛式站台 | 无 锡 市 | 梁溪区         | 2020年10月28日 |
| 一期  | L3 06    | 吴桥       | 不適用                     | 地下岛式站台 | 无 锡 市 | 梁溪区         | 2020年10月28日 |
| 一期  | L3 07    | 北栅口     | 不適用                     | 地下岛式站台 | 无 锡 市 | 梁溪区         | 2020年10月28日 |
| 一期  | L3 08    | 无锡火车站 | █ 1号线 无锡站             | 地下岛式站台 | 无 锡 市 | 梁溪区         | 2020年10月28日 |
| 一期  | L3 09    | 广瑞       | 不適用                     | 地下岛式站台 | 无 锡 市 | 梁溪区         | 2020年10月28日 |
| 一期  | L3 10    | 靖海       | █ 2号线                    | 地下岛式站台 | 无 锡 市 | 梁溪区         | 2020年10月28日 |
| 一期  | L3 11    | 东风       | █ 6号线（在建）            | 地下岛式站台 | 无 锡 市 | 梁溪区／新吴区 | 2020年10月28日 |
| 一期  | L3 12    | 叙丰       | 不適用                     | 地下岛式站台 | 无 锡 市 | 新吴区         | 2020年10月28日 |
| 一期  | L3 13    | 太湖花园   | █ 7号线（规划）            | 地下岛式站台 | 无 锡 市 | 新吴区         | 2020年10月28日 |
| 一期  | L3 14    | 新光路     | 不適用                     | 地下岛式站台 | 无 锡 市 | 新吴区         | 2020年10月28日 |
| 一期  | L3 15    | 旺庄路     | █ 5号线（在建）            | 地下岛式站台 | 无 锡 市 | 新吴区         | 2020年10月28日 |
| 一期  | L3 16    | 黄山路     | █ 8号线（规划）            | 地下岛式站台 | 无 锡 市 | 新吴区         | 2020年10月28日 |
| 一期  | L3 17    | 高浪东路   | 不適用                     | 地下岛式站台 | 无 锡 市 | 新吴区         | 2020年10月28日 |
| 一期  | L3 18    | 周泾巷     | 不適用                     | 地下岛式站台 | 无 锡 市 | 新吴区         | 2020年10月28日 |
| 一期  | L3 19    | 无锡新区站 | █ 4号线（在建） 无锡新区站 | 地下岛式站台 | 无 锡 市 | 新吴区         | 2020年10月28日 |
| 一期  | L3 20    | 长江路     | 不適用                     | 地下岛式站台 | 无 锡 市 | 新吴区         | 2020年10月28日 |
| 一期  | L3 21    | 硕放机场   | 不適用                     | 地下岛式站台 | 无 锡 市 | 新吴区         | 2020年10月28日 |
| 论 编 |          |            |                            |              |          |                |                |